# Epicypta aguarensis
Epicypta aguarensis är en tvåvingeart som beskrevs av Lane 1951. Epicypta aguarensis ingår i släktet Epicypta och familjen svampmyggor. Inga underarter finns listade i Catalogue of Life.